# Франко-советский пакт о взаимопомощи
Франко-советский пакт о взаимопомощи (фр. Traité franco-soviétique d'assistance mutuelle) — соглашение о военной помощи между Францией и СССР, заключённое 2 мая 1935 года. Договор знаменовал существенный сдвиг в советской политике от позиции противодействия Версальскому договору к более прозападной политике, связанной с именем Литвинова. Ратификация договора французским парламентом была использована Гитлером как предлог для ремилитаризации Рейнской области, которая была категорически запрещена Версальским договором.
В сообщении ТАСС от 28 марта 1945 года опровергалось наличие в советско-французском договоре о взаимопомощи секретной статьи, предоставляющей СССР свободу действий на Востоке.

## Предпосылки
Инициатива заключения договора исходила от Франции. В октябре — ноябре 1933 года министр иностранных дел Франции Жозеф Поль-Бонкур предложил своему советскому коллеге Максиму Литвинову обсудить возможность заключения пакта о взаимопомощи между Францией и СССР, а также вступление СССР в Лигу Наций.
Политбюро ЦК ВКП(б) признало эти вопросы «дискутабельными» и одобрило начало переговоров о заключении коллективного договора о взаимопомощи между Францией, СССР и Польшей, к которым могли присоединиться страны Балтии, Чехословакия и Бельгия. При этом СССР отказывался от принятия обязательств по оказанию помощи союзникам Франции Югославии и Румынии.
После отставки Поля-Бонкура в феврале 1934 года, ведение переговоров продолжил в апреле 1934 года его преемник Луи Барту. Одновременно французская дипломатия пыталась улучшить отношения Москвы с странами Малой Антанты и выступала посредником при их контактах, целью которых было установление дипломатических отношений между ними.
18 мая 1934 года Барту и Литвинов согласовали на встрече в Женеве новый формат пакта о взаимопомощи — оба министра одобрили приглашение в пакт Германии и Финляндии и неучастие Бельгии. Во время их следующей встрече в Женеве 8 июня Барту передал Литвинову текст проекта пакта, который включал два договора: первый — о взаимопомощи между Германией, Польшей, ЧСР, СССР, странами Прибалтики и Финляндии, второй — советско-французское соглашение о взаимопомощи против нападения на них участников Локарнского договора или Восточного пакта.
Установление на следующий день дипломатических отношений СССР с Чехословакией и Румынией облегчало привлечение Праги к складывающейся оси Париж — Москва. При этом глава чехословацкой дипломатии Эдвард Бенеш сразу же выразил согласие на участие его страны в Восточном пакте. В то же время Варшава и Берлин не восприняли идею Восточного пакта с воодушевлением. В итоге реальные перспективы пакта о заключении коллективного пакта о взаимопомощи намечали участие только СССР, Франции и Чехословакии.
После убийства Барту в октябре 1934 года сменивший его на посту Пьер Лаваль продолжил переговоры с Москвой. По мнению Лаваля, ему удалось к этому времени успешно договориться с Муссолини, a Гитлер, с его точки зрения, не возражал против двусторонних пактов. Лаваль считал, что заключение франко-советского договора увеличит силу Франции и побудит Германию договариваться на более выгодных для Франции условиях («я подписываю франко-русский пакт для того, чтобы иметь больше преимуществ, когда я буду договариваться с Берлином»).
Советская дипломатия также считала, что, в отличие от Барту, истинной целью Лаваля является договорённость с Германией и что уже в апреле 1935 года Лаваль получил согласие Гитлера на «тур вальса с СССР».

## Переговоры
Полпред СССР во Франции В. П. Потёмкин получил из Наркоминдела инструкции на проведение переговоров 10 апреля 1935 года. В инструкциях указывалось, что проект договора должен включать оказание военной помощи при агрессии до решения Лиги Наций и использовать советское расширенное определение агрессии, включавшее, кроме объявления войны, необъявленное нападение, артиллерийский обстрел и авиационные бомбардировки другого государства, высадку десантов, морскую блокаду.
Франция настаивала на получении согласия Лиги Наций до оказания помощи стороне, подвергшейся агрессии. В итоге точка зрения СССР была отражена в статье 3 договора.

## Содержание договора и протокола
Статья I устанавливала, что в случае угрозы нападения европейского государства на одну из сторон договора Франция и СССР немедленно начнут консультации.
Статья II обязывала стороны оказать немедленную помощь и поддержку другой стороне, если та станет объектом неспровоцированного нападения третьего «европейского государства», тем самым избегая вовлечения Франции в возможный конфликт СССР и Японии. Статьи III и IV устанавливали соответствие договора уставу Лиги Наций. Статья V указывала порядок ратификации и продления договора. Договор был заключён на пять лет с автоматическим продлением.
Протокол подписания договора от 2 мая 1935 года уточнял, что решения Лиги Наций не требуется:
«Условлено, что следствием статьи 3 является обязательство каждой договаривающейся стороны оказать немедленно помощь другой, сообразуясь безотлагательно с рекомендациями Совета Лиги наций, как только они будут вынесены в силу статьи 16 устава. Условлено также, что обе договаривающиеся стороны будут действовать согласно, дабы достичь того, чтобы Совет вынес свои рекомендации со всей скоростью, которой потребуют обстоятельства, и что если, несмотря на это, Совет не вынесет по той или иной причине никакой рекомендации или если он не достигнет единогласия, то обязательство помощи тем не менее будет выполнено».
Однако, уже следующий раздел протокола подчёркивал непротиворечивость налагаемых договором обязательств позиции Лиги Наций: эти обязательства «не могут иметь такого применения, которое, будучи несовместимым с договорными обязательствами, принятыми одной из договаривающихся сторон, подвергло бы эту последнюю санкциям международного характера».

## Договор в системе международных отношений
Договор рассматривался как часть общеевропейской системы безопасности, планы которой включали Восточный пакт.
Так, параграф 4 протокола утверждал, что «переговоры, результатом которых явилось подписание настоящего договора, были начаты первоначально в целях дополнения соглашения о безопасности, охватывающего страны северо-востока Европы, а именно СССР, Германию, Чехословакию, Польшу и соседние с СССР балтийские государства» и, кроме этого договора, «должен был быть заключён договор о помощи между СССР, Францией и Германией, в котором каждое из этих трёх государств должно было обязаться к оказанию поддержки тому из них, которое явилось бы предметом нападения со стороны одного из этих трёх государств».

## Подписание договора
Договор был подписан 2 мая 1935 года в Париже. После подписания Лаваль посетил Москву 13 — 15 мая 1935 года и встретился со Сталиным и Молотовым. После визита было совместное коммюнике, заявившее, что дипломатии обеих стран «с полной очевидностью направляются к одной существенной цели — к поддержанию мира путём организации коллективной безопасности.
Представители обоих государств, установили, что заключение договора о взаимной помощи между СССР и Францией отнюдь не уменьшило значения безотлагательного осуществления регионального восточноевропейского пакта в составе ранее намечавшихся государств и содержащего обязательства ненападения, консультации и неоказания помощи агрессору. Оба правительства решили продолжать свои совместные усилия по изысканию наиболее соответствующих этой цели дипломатических путей».

## Судьба договора
Дополнительное соглашение, которое должно было определить практические аспекты сотрудничества, не было заключено вначале из-за нежелания П. Лаваля (ратификация договора произошла только после его ухода в отставку). Практические меры по отражению агрессии обсуждались на Московских переговорах 1939 года, которые не привели к соглашению. Договор после этого потерял значение.